# 卡尔斯巴赫
卡尔斯巴赫是德国巴伐利亚州的一个市镇。总面积30.16平方公里，总人口1785人，其中男性887人，女性898人（2011年12月31日），人口密度59人/平方公里。